# Lalao Ravalomanana
Dans le nom malgache Ravalomanana Lalao, le nom de famille précède le prénom, mais cet article utilise l’ordre habituel en français Lalao Ravalomanana, où le prénom précède le nom.
Lalao Ravalomanana, née Lalao Harivelo Rakotonirainy le 3 mai 1953 à Antananarivo (Madagascar), est une femme politique malgache, membre du parti Tiako I Madagasikara. Première dame entre 2002 et 2009 en tant qu'épouse du président Marc Ravalomanana, elle est ensuite maire d'Antananarivo de 2015 à 2020.

## Biographie

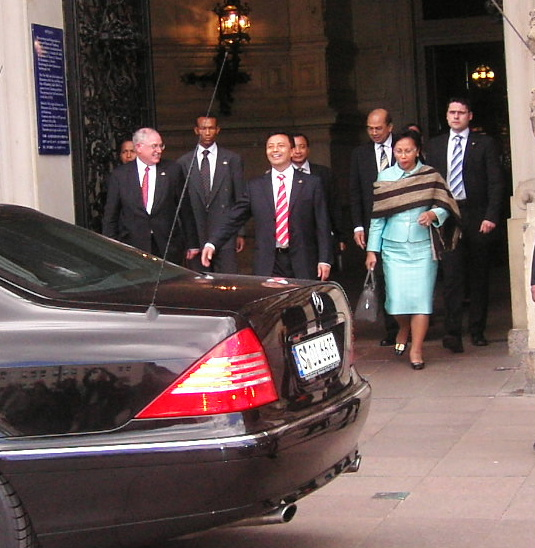
Le couple présidentiel malgache en visite à Hambourg, en 2007.

### Première dame de Madagascar
En 1974, elle se marie à Imerikasinina avec Marc Ravalomanana. Il est président de la République entre 2002 et 2009 et Lalao Ravalomanana exerce le rôle de Première dame pendant cette période.
Ils ont quatre enfants : Josoa, Tojo, Sarah et Maika. 

### Carrière
En avril 2013, elle se déclare candidate à l'élection présidentielle qui se tient la même année, scrutin auquel son mari est empêché de se présenter,,. Cependant, étant seulement quelque temps avant revenue d'exil d'Afrique du Sud, où elle vivait avec son mari, elle est empêchée à son tour de concourir, pour ne pas avoir vécu à Madagascar pendant les six mois précédent le scrutin. Ils soutiennent alors Jean-Louis Robinson, qui n'est pas élu.
Le 31 juillet 2015, elle est élue maire d'Antananarivo, entrant en fonction en octobre suivant.

## Source
- (en) Cet article est partiellement ou en totalité issu de l’article de Wikipédia en anglais intitulé « Lalao Ravalomanana » (voir la liste des auteurs).